# Historische Appenzeller Bahnen

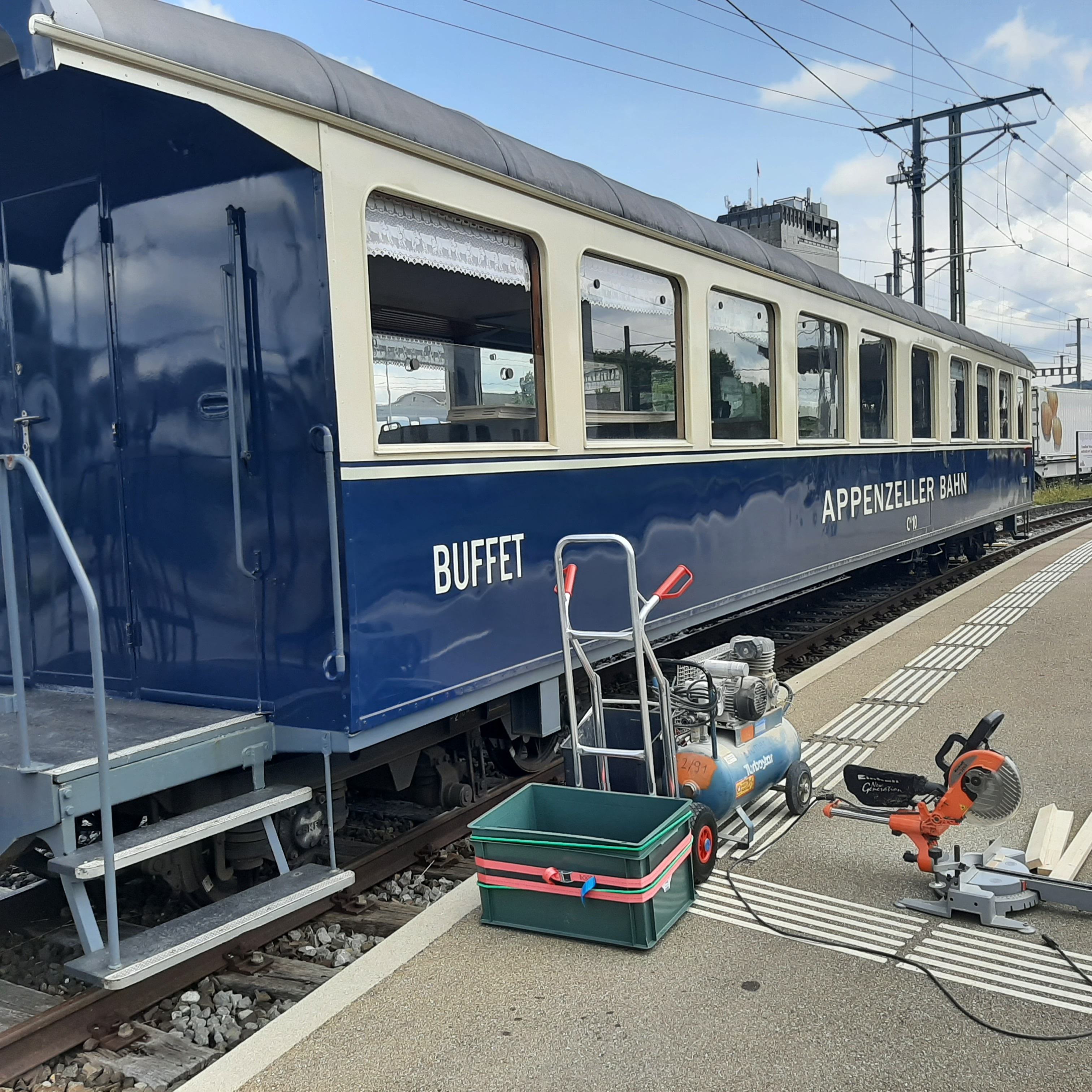
Buffetwagen, Baujahr, 1946 als Cr4 10, Hersteller SIG Neuhausen, Sitzplätze 54

Die Historischen Appenzeller Bahnen sind eine Stiftung, ein Verein und ein Museum in der Schweiz. Gesammelt werden historische Fahrzeuge und das Archiv der Appenzeller Bahnen.

## Vereine
Drei eng zusammenarbeitende Vereine und die Stiftung kümmern sich um das historische Kulturgut der Appenzeller Bahnen.
- Stiftung Historische Appenzeller Bahnen (SHAB)
- AG 2 – Verein historische Appenzeller Bahnen
- MAB – Museumsverein Appenzeller Bahnen

## Stiftung Historische Appenzeller Bahnen
Die Appenzeller Bahnen (2006) haben die historischen Eisenbahnfahrzeuge im Jahre 2018 in die gemeinnützige Stiftung historische Appenzeller Bahnen (SHAB) überführt. Der Stiftungsrat setzt sich zusammen aus 2 Mitgliedern der Appenzeller Bahnen (2006), einem Vertreter des AG 2 Verein historische Appenzeller Bahnen, einem Vertreter des Museumsvereins Appenzeller Bahnen (MAB) und einem unabhängigen Stiftungsrat. Die Stiftung ist Eigentümerin und Besitzerin der historischen Fahrzeuge der Appenzeller Bahnen.

## AG2 Historische Appenzeller Bahnen
Der Verein AG 2 wurde zur Rettung des letzten auf dem Netz der Appenzeller Bahnen (2006) verbliebenen Triebwagens der ehemaligen Altstätten-Gais-Bahn im Jahre 2002 gegründet. Das Fahrzeug trägt die Bezeichnung CFe 3/3 Nr. 2 und wurde 1911 zusammen mit der Strecke von Altstätten nach Gais in Betrieb genommen. Der historisch wertvolle Triebwagen wurde durch den AG 2 vor dem Abbruch bewahrt und in tausenden Stunden Fronarbeit wieder fahrfähig aufgearbeitet.

## Museum Appenzeller Bahnen
Der Museumsverein Appenzeller Bahnen vereint historisch Interessierte und Freunde der Appenzeller Bahnen. Er besteht seit 2010. Sein Zweck ist ein Museum über die Appenzeller Bahnen. Der Verein sammelt Akten, Dokumentationen, Bildmaterial und Gegenstände, welche geeignet sind, die Geschichte der Appenzeller Bahnen zu dokumentieren. Der Museumsverein Appenzeller Bahnen befindet sich im Depot Wasserauen der ehemaligen Säntisbahn.

## Rollmaterial
- RHB FZeh 2/4 Lok 21 und 22 der Rorschach-Heiden-Bahn
- Dieselelektrischer Triebwagen BCFm ²/₄ 56 – Baujahr 1929
- Triebwagen BCe ⁴/₄ 30 – Baujahr 1933
- Aussichts-Personenwagen A 1 – Baujahr 1903
- Personenwagen B 11 – Baujahr 1933
- Buffetwagen Cr4 10 – Baujahr 1946
- Sommerwagen Ck 39 – Baujahr 1899
- Dienstwagen X 803 – Baujahr 1931
- Güterwagen Gk 163 – Baujahr 1886
- SGA BCFeh 4/4 1–5 – Baujahr 1929
- Sommerwagen C³ 203 – Baujahr 1889
- Personenwagen A 101 – Baujahr 1904
- Personenwagen B 119 – Baujahr 1904
- Personenwagen C 73 – Baujahr 1948
- Güterwagen K 104
- Triebwagen AG CFe 3/3 2 – Baujahr 1910/1911
- Personenwagen C 13 – Baujahr 1911

|  |  |  |  |  |
|  |  |  |  |  |
|  |  |  |  |  |
|  |  |  |  |  |
|  |  |  |  |  |

Mit dem Rollmaterial werden zum Teil Nostalgiefahren durchgeführt. Der Weitererhalt der Zahnradbahn Altstätten-Gais der Appenzeller Bahnen (AB) ist bis zum Jahre 2035, also bis zum Ende der Lebensdauer der Fahrzeuge gesichert. Um den Betrieb langfristig sicherzustellen, wurde eine Arbeitsgruppe gegründet. Diese sucht nun nach Ideen, um die Fahrgastzahlen zu steigern.

## Unterschutzstellung von beweglichem Kulturerbe des Kanton St. Gallen

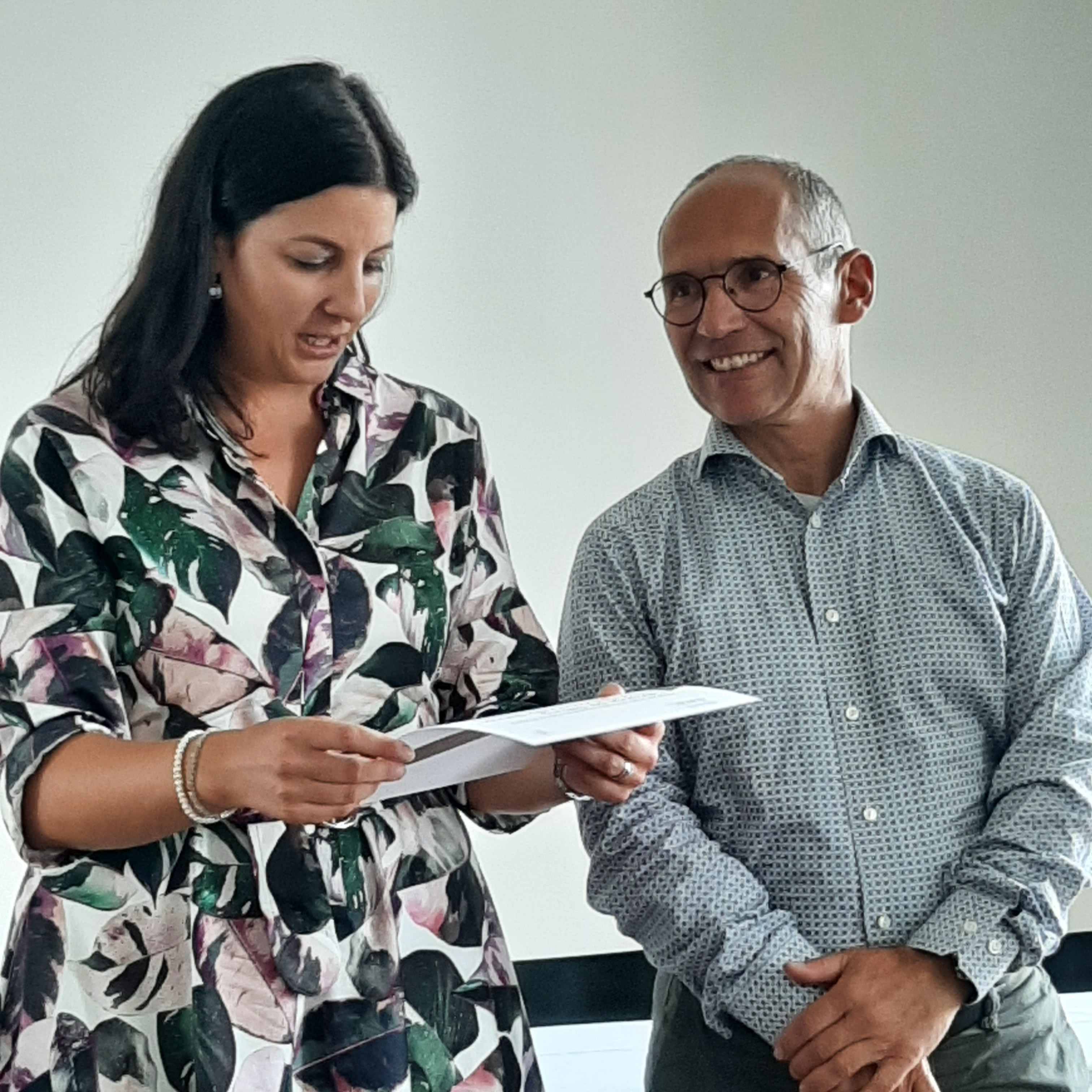
Regierungsrätin Laura Bucher und Stiftungsratspräsident Thomas Baumgartner, Unterzeichnung Kulturerbe-Label, 17. August 2023

Der Kanton St. Gallen hat acht Fahrzeuge der Stiftung Historische Appenzeller Bahnen als Teil seines beweglichen Kulturerbes unter Schutz gestellt. Regierungsrätin Laura Bucher unterzeichnete am 17. August 2023 im Schloss Wartensee mit der Eigentümerschaft der Stiftung vertreten durch Thomas Baumgartner die entsprechende Vereinbarung. Die Fahrzeuge erhalten damit das St. Galler Kulturerbe-Label und werden in das neue Kulturerbe-Verzeichnis aufgenommen. Mit der Vereinbarung werden diese Fahrzeuge besonders geschützt und der Kanton St. Gallen kann sich am Erhalt der Fahrzeuge finanziell beteiligen.
Damit unterstehen folgende Kulturgüter dem Schutz nach Art. 11 bis 17 KEG:
- Triebwagen CFe 3/3 Nr. 2, Baujahr 1911 der ehemaligen Altstätten – Gais-Bahn, Standort Wasserauen
- Personenwagen C 13, Baujahr 1911 der ehemaligen Altstätten – Gais-Bahn, Standort Gais (Sommerhalbjahr) und Herisau (Winterhalbjahr)
- Lokomotive DZeh 2/4 Nr. 22, Baujahr 1930 der ehemaligen Rorschach – Heiden-Bergbahn, Standort Rorschach
- Personenwagen AB 12, Baujahr 1930 der ehemaligen Rorschach – Heiden-Bergbahn, Standort Rorschach
- Personenwagen AB 13, Baujahr 1930 der ehemaligen Rorschach – Heiden-Bergbahn, Standort Rorschach
- Triebwagen BCFeh 4/4 Nr. 5, Baujahr 1931 der ehemaligen St. Gallen – Gais – Appenzell-Bahn, Standort Herisau
- C 119, Baujahr 1904, der ehemaligen St. Gallen – Gais – Appenzell-Bahn, Standort Herisau
- C 203 Fakultativwagen, der ehemaligen St. Gallen – Gais – Appenzell-Bahn, Standort Herisau